# Observatoires du Mauna Kea
Les observatoires du Mauna Kea sont un ensemble d'observatoires astronomiques indépendants, comptant les télescopes parmi les plus grands et les plus puissants du monde et situés au sommet du volcan Mauna Kea sur l'île d'Hawaï. Ils couvrent une zone de 2 km2 connu sous le nom anglophone de astronomy Precinct - enceinte d'astronomie dans la réserve scientifique de Mauna Kea.

## Historique
Deux projets étaient en compétition, celui de Kuiper et celui de l'université de Harvard. La NASA n'a pas retenu celui de Kuiper,. Des tests ont montré que le sommet serait idéal pour plusieurs raisons, faible densité d'air, peu de vents et entourage de la mer.

## Description
L'enceinte d'astronomie est établie en 1967. L'université d'Hawaï gère le terrain et alloue des baux à plusieurs observatoires multinationaux qui ont investi pour plus de deux milliards d'euros. Ces grands observatoires possèdent chacun leur spécialité. La zone est protégée par l'Historial Preservation Act pour sa portée dans la culture hawaïenne. Le chant de la création hawaïen dit que Mauna Kea est le progéniteur du peuple hawaïen. L'altitude (ils sont situés au-dessus de 40 % de l'atmosphère) et l'isolement du site au milieu de l'océan Pacifique en font l'un des meilleurs au monde. L'emplacement est idéal pour les observations optiques, infrarouge et dans la bande du micromètre au millimètre. Les statistiques de seeing sur le site montre que le seeing médian du CFHT est de 0,43 seconde d'arc.
Les locaux destinés aux astronomes sont situés à 2 835 m d'altitude, le centre d'information pour les visiteurs à 2 775 m, les instruments eux-mêmes sont installés avec les télescopes à 4 205 m. L'altitude est suffisamment élevée pour que l'on conseille aux visiteurs et aux scientifiques d'attendre 30 minutes à une altitude moindre avant de monter jusqu'au sommet.

### Télescopes
Les télescopes au sommet du Mauna Kea sont financés par des agences gouvernementales de diverses nations. L'université de Hawaï en administre deux sur un total de 12, tous situés au sommet ou dans ses alentours immédiats.
- Caltech Submillimeter Observatory (CSO) : Caltech ;
- Observatoire Canada-France-Hawaï (CFHT) : Canada, France, Université d'Hawaï ;
- Gemini North Telescope : États-Unis, Royaume-Uni, Canada, Chili, Australie, Argentine, Brésil ;
- Infrared Telescope Facility (IRTF) : NASA ;
- James Clerk Maxwell Telescope (JCMT) : Royaume-Uni, Canada, Pays-Bas ;
- Subaru Telescope : National Astronomical Observatory of Japan ;
- Submillimeter Array (SMA) : Taïwan, États-Unis ;
- United Kingdom Infrared Telescope (UKIRT) : Royaume-Uni ;
- Télescope de 88 pouces (UH88 ou UH2.2) : Université d'Hawaï ;
- Télescope de 0,9 m (UH0.9)[3] : Université d'Hawaï ;
- un des récepteurs du Very Long Baseline Array (VLBA) : États-Unis ;
- Observatoire W.M. Keck : California Association for Research in Astronomy.

## Autre observatoire
L’Observatoire solaire du Mauna Loa (Mauna Loa Solar Observatory ou MLSO), construit en 1965 et situé sur les pentes de la montagne au sud-ouest du site, surveille l'atmosphère solaire et enregistre des données sur les émissions plasmiques et énergétiques de la chromosphère et la couronne solaire.

## Photographies

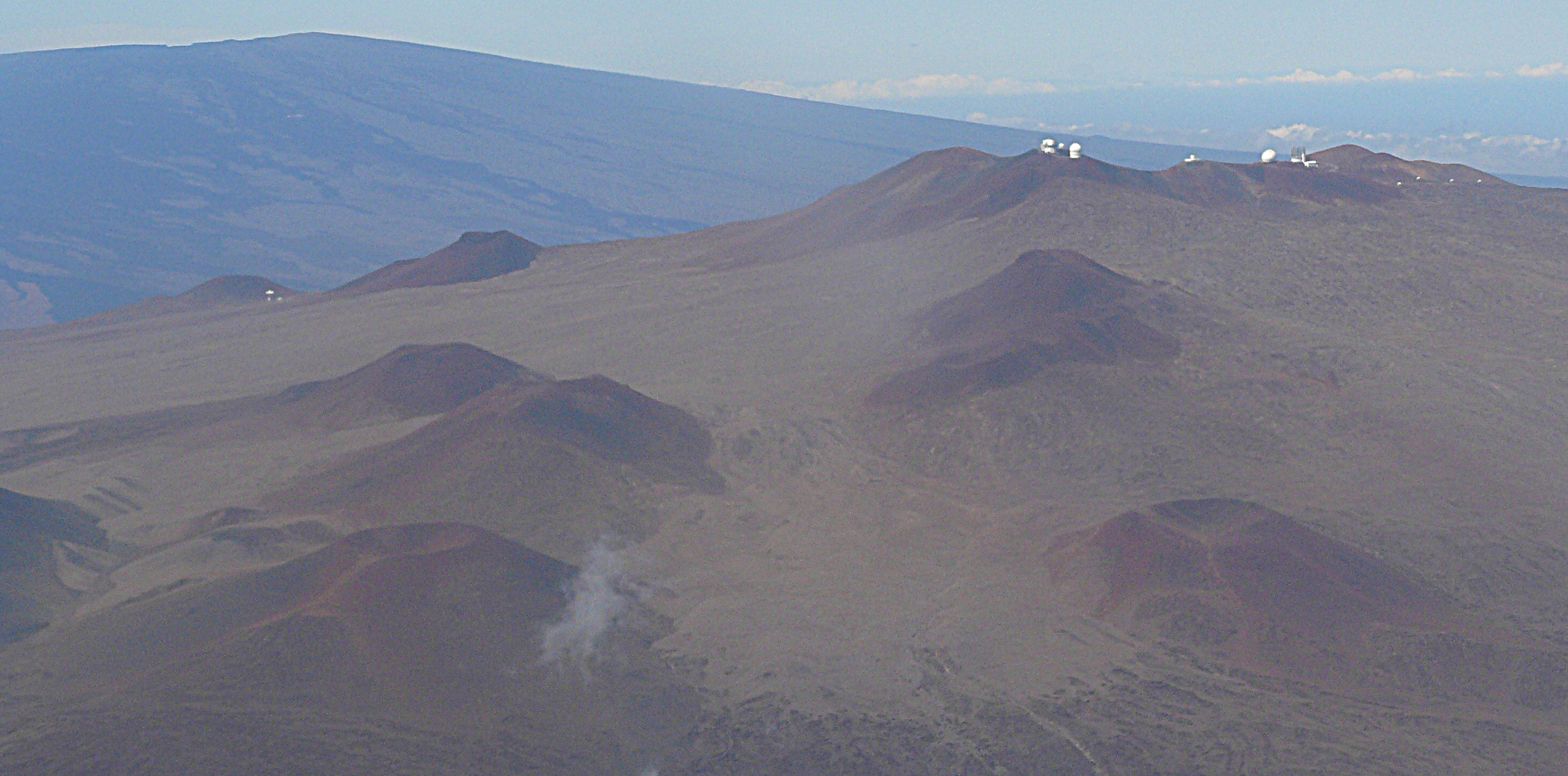
Observatoires et VLBA (sur le flanc à gauche)
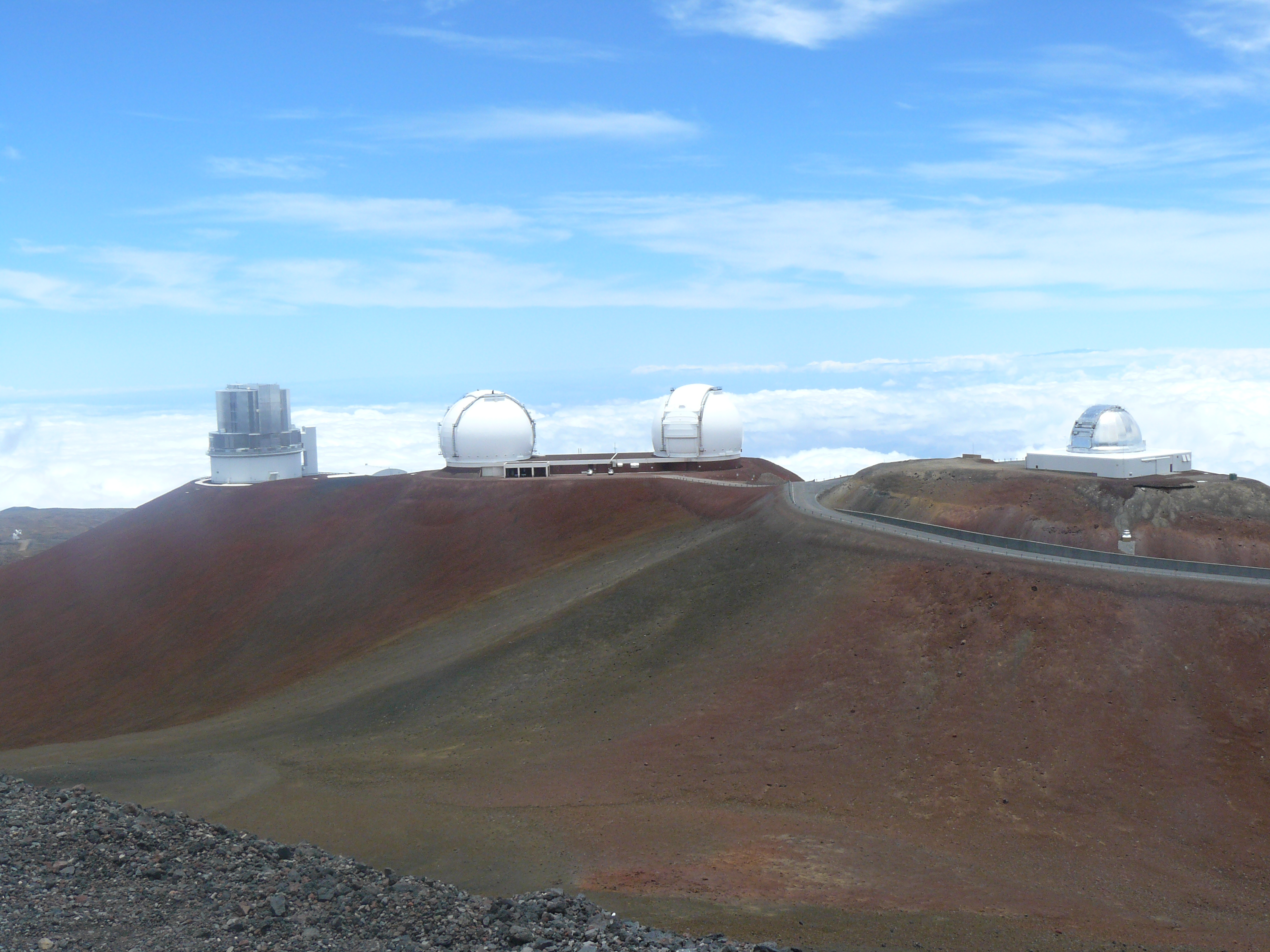
Télescopes Subaru, Keck 1 & 2 et NASA IRTF, sur le Mauna Kea
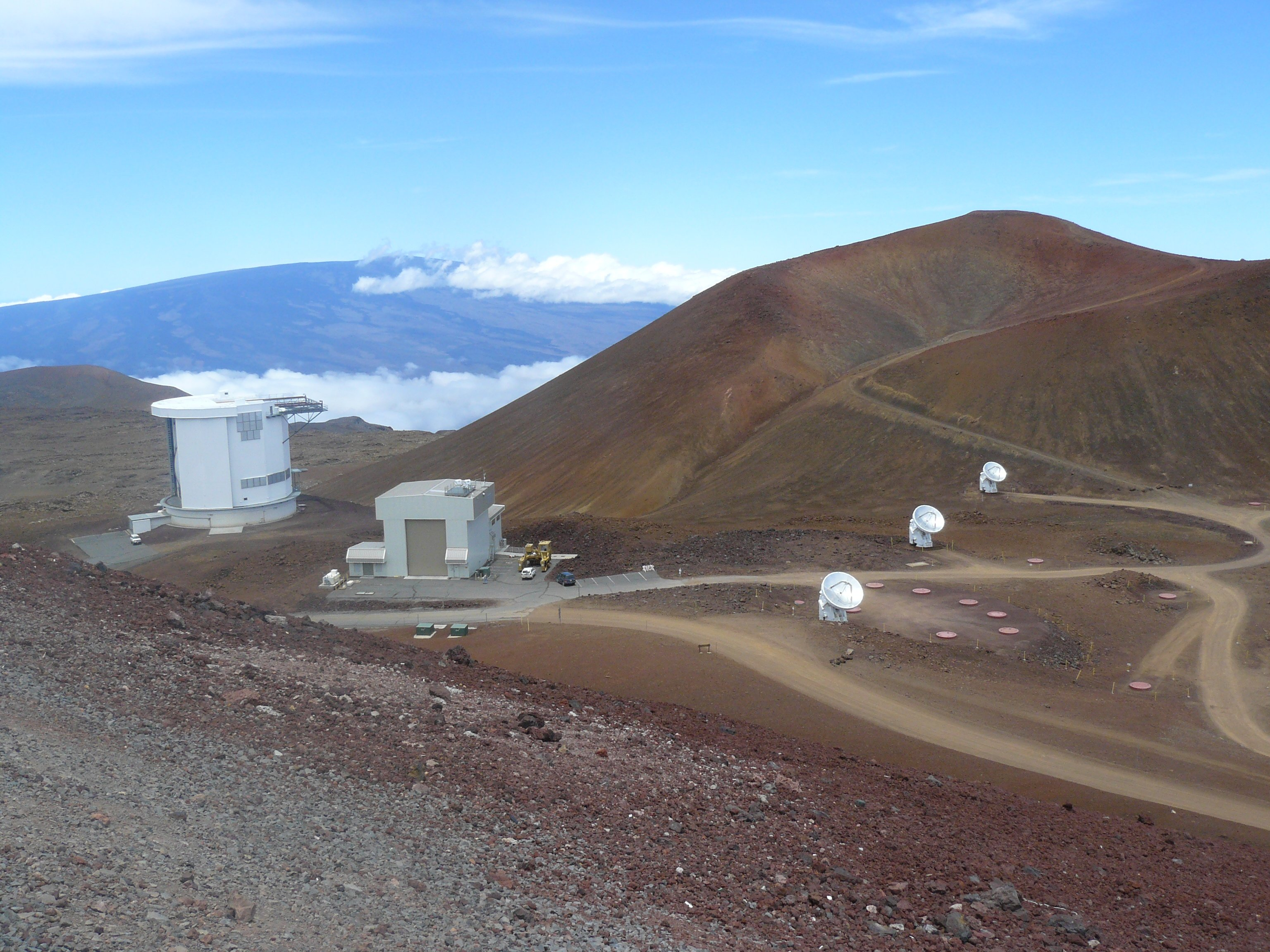
Au pied du Puʻu Poliʻahu, le JCMT et le bâtiment et 3 antennes du SMA.
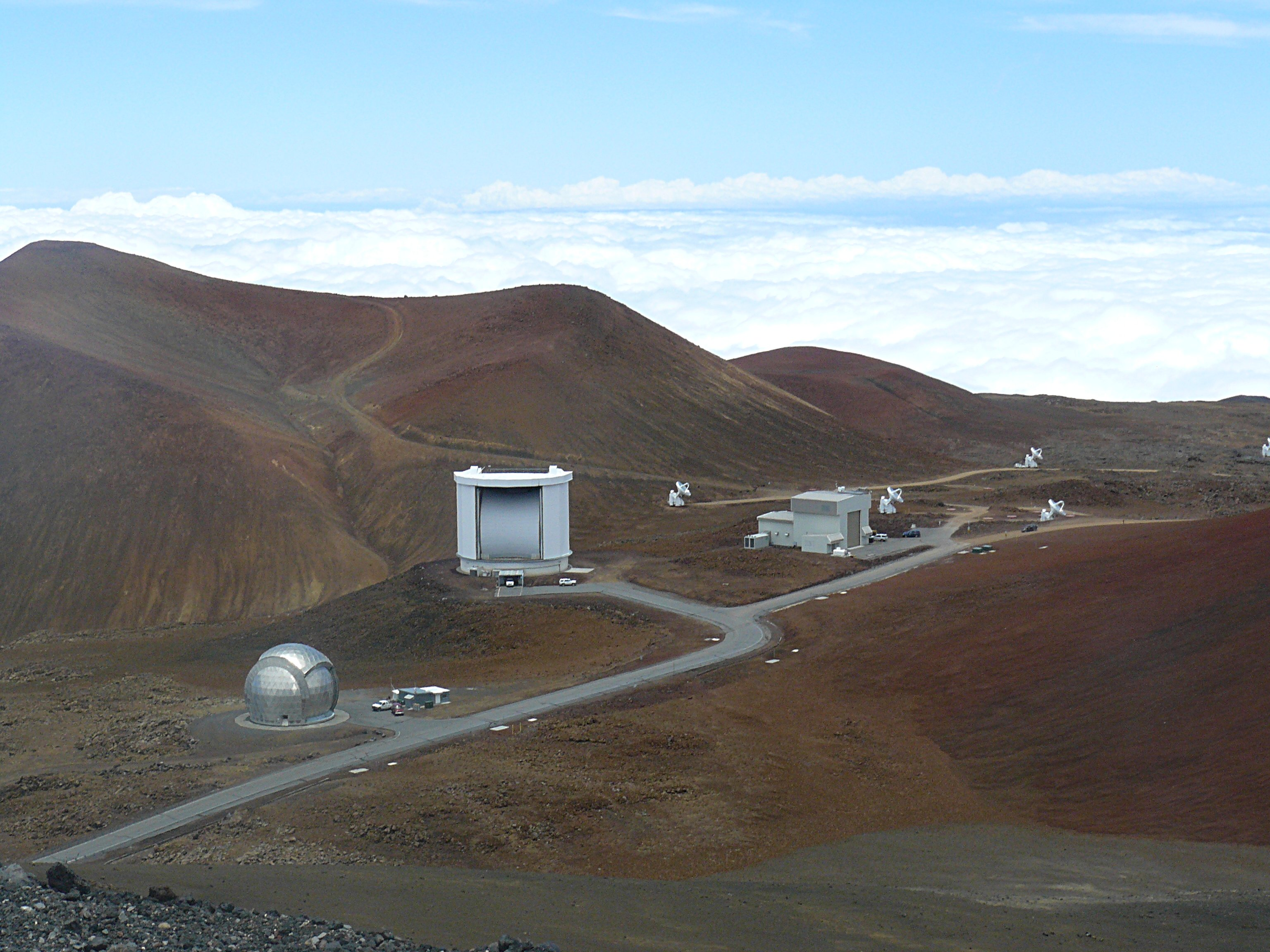
Au pied du Puʻu Poliʻahu, le CSO, le JCMT et le bâtiment et 4 antennes du SMA.
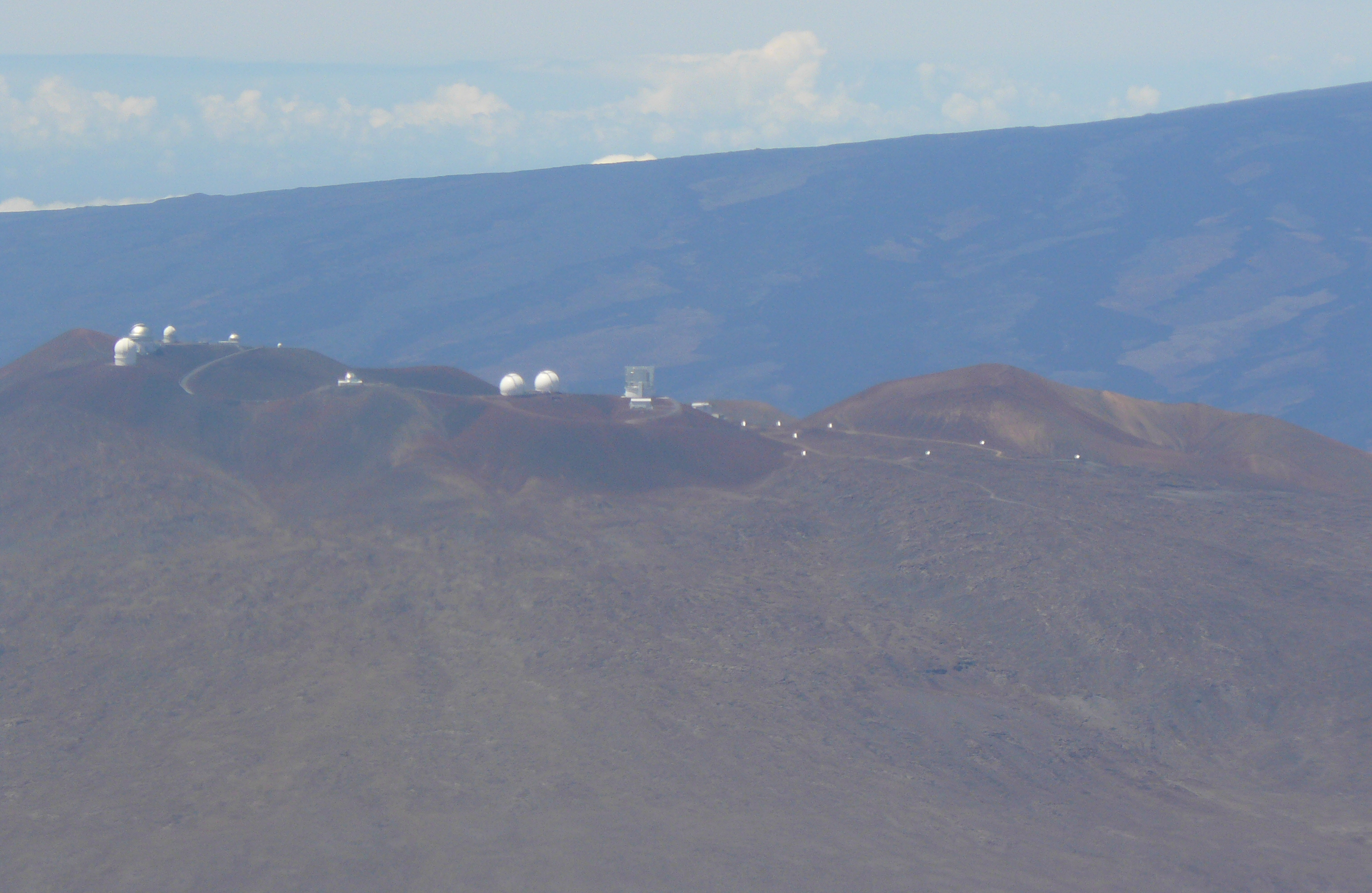
Observatoires du Mauna Kea, vu d'avion. De gauche à droite, de l'image, on voit: le CFHT, Gemini Nord, UH 2.2, UKIRT, IRTF, le Keck et le Subaru